# Antenor Lucas
Antenor Lucas, bekend onder zijn spelersnaam Brandãozinho (Campinas, 9 juni 1925 – São Paulo, 4 april 2000) was een Braziliaans oud-profvoetballer. 

## Biografie
Brandãozinho begon zijn carrière bij Campinas in zijn thuisstad en maakte in 1943 de overstap naar Portuguesa Santista. Hier speelde hij tot 1949 toen hij naar Portuguesa uit São Paulo ging. In 1952 en 1955 won hij met de club het Torneio Rio-São Paulo. De club had in die tijd een van de sterkste elftallen uit de clubgeschiedenis met spelers als Djalma Santos, Simão, Julinho Botelho, Ipojucan, en Pinga.
Hij speelde ook 18 keer voor het nationale elftal en zat in de selectie voor het WK 1954. Hij speelde onder andere in de kwartfinale tegen Hongarije. Een wedstrijd die de geschiedenis inging als de Slag van Bern.